# Джон Макрайтер
Джон Макрайтер (англ. John MacWhirter, 27 березня 1839 — 28 січня 1911) — шотландський пейзажист.

## Біографія
Джон був третьою дитиною з чотирьох. Він ходив у школу в Колінтоні, а після смерті батька влаштувався в книжкову крамницю Oliver & Boyd в Единбурзі. Там він залишався всього кілька місяців, після чого вступив до Академії Трастіс в навчання до Роберта Скотта Лаудера (англ. Robert Scott Lauder) і Джона Баллантайна (англ. John Ballantyne). Він багато часу присвячував ескізам і роботам на пленері. Його перша робота була виставлена в Королівській шотландської академії, коли йому було 14; це була картина «Старий котедж у Брейді» (англ. Old Cottage at Braid). У 1880 році він став Почесним членом академії. Він подорожував, малюючи, по Італії, Сицилії, Швейцарії, Австрії, Туреччини та США. У 1867 році він переїхав до Лондона, і 4 травня 1893 року був обраний Королівським академіком.
Джон Макрайтер спеціалізувався на романтичних пейзажах з ретельно виписаними деревами, проводив багато часу в горбистій місцевості Пертшира. Під впливом Джона Еверетта Мілле він експериментував з деталями в стилі прерафаелітів, але пізніше перейшов до більш ширшого огляду. Спільно з Джоном Петті він проілюстрував The Postman's Bag (Strahan, 1862) і Wordsworth's Poetry for the Young (Strahan, 1863).
Він одружився з Кетрін Кован Мензіс (англ. Catherine Cowan Menzies) 1872 року, у подружжя було дві дочки й два сина:
- Агнес Гелен (нар. 1873)
- Гелен Агнес (нар. 1875)
- Ульрік Джордж (нар. 1878)
- Алан Гордон (нар. 1882)

Кілька картин Макрайтера зберігаються в різних британських колекціях, включаючи колекцію лондонського університету Royal Holloway, Музеях і художніх галереях Дербі і Челтенхама .